# Амвросий (Гераськов)
Епископ Амвросий (в миру Александр Герасимович Гераськов; 1805 — ок. 1886) — епископ Древлеправославной Церкви Христовой, приемлющей священство Белокриницкой иерархии, епископ Самарский и Саратовский.

## Биография
Родился ок. 1805 года в деревне Ивантеевка Николаевского уезда Самарской губернии в крестьянской семье. В этом селе он держал ямщину.
В юности владыка учился у начётчика и сам стал начётчиком, рукоположён в иерея в 1863 году.
20 декабря 1871 года в урочище Черемшан Хвалынского уезда архиепископ Казанский Пафнутий с согласия Московского архиепископа Антония рукоположил его во епископа Самарского и Саратовского с нарицанием имени Амвросий и назначением епископской кафедры в Самаре.
Во время первого же объезда своей епархии Амвросий произвёл на своих единоверцев скорее неприятное впечатление. Большинство стариков, хотя и радовавшихся появлению старообрядческого епископа, говорили: «Что это за архиерей! он учить нас не может! как он может править делами епархии, когда он стар и безграмотен, и глядит каким-то мужиком деревенским».
Хвалынский купец Михайлов, возмутившись беспомощностью Амвросия в архиерейской службе, отказался допустить его в Черемшанский монастырь и запер под замок архиерейскую ризницу. Оказавшись без крыши над головой, Амвросий первое время своего архиерейства проживал по частным домам в Хвалынске и только позже, по благословению Московского Духовного совета, основал свою резиденцию в четырёх верстах выше Черемшанского монастыря, в скиту, где жили одни монахи. Старообрядческий Московский Духовный совет составил особое послание к «христолюбивой братии поповцев Саратовско-Астраханской епархии», умоляя её принять Амвросия как архиерея, невзирая на то, что он малограмотен и несведущ в науках, памятуя, что и апостолы были из простых людей, рыбаки по ремеслу. Архиерейское облачение для Амвросия также было прислано из Москвы.
В 1872 году по требованию Самарского Преосвященного было возбуждено дело о распространении «лже-епископом» раскола и 10 сентября 1872 года епископ Амвросий был арестован в родном селе. При нём нашли запасные дары, крестильный ящик, архиерейский чиновник, требник, две фелони, епитрахиль, поручи, два кадила. Составили акт, под которым Амвросий поставил подпись: «Смиренный епископ Амвросий».
В «Самарских епархиальных ведомостях» писали: «Почти все ивантеевские австрияки подходили к нему со слезами на земной поклон, как к мученику за веру, и принимали благословение. Когда потом в Самаре Амвросий проживал во время производившегося о нём следствия, то у раскольников Самары он всюду был принимаем как почётный гость и сановное лицо».
Из Ивантеевки владыка был отправлен в Николаевск, а затем, 11 сентября, в Самару. Вскоре он был выпущен под залог на поруки, а 13 ноября 1872 года дело о нём было прекращено.
«Самарские епархиальные ведомости» так описывают его внешность: «В 1872 году Амвросию было 67 лет, росту 2 аршина 4 вершка, имел русые волосы, продолговатую, но не длинную бороду, серые глаза. Лицо у Амвросия чистое, бледное, худощавое, жизнь он ведёт чуть не аскетическую. Характера Амвросий скромного, малоразговорчив».
В 1876 году епископ был арестован вместе с сыном Гурием и содержался в заключении в городе Николаевске Самарской губернии.
Епархия Амвросия была чрезвычайно обширна, простираясь от Хвалынска до Астрахани. Престарелый владыка сознавал своё бессилие управлять многочисленными «австрийскими» приходами. Духовный совет епархии, однако, долго не соглашался отпустить Амвросия на покой. Московский Духовный совет поддерживал это нежелание, из-за того, что в 80-е годы было непросто подобрать подходящего кандидата в епархиальные архиереи. Члены Духовного Совета, Вольские и Хвалынские купцы нередко использовали доверчивого Амвросия для достижения своих не всегда благовидных целей.
По старческой немощи Амвросий почти не вмешивался в дела епархиального управления, да и архиерейское богослужение совершал всего раз в год на праздник Воздвижения.
В 1885 году вышел на покой, поселился в Черемшанском монастыре, где вскоре скончался и был похоронен.